# Terminal (macOS)
Terminal (Terminal.app) là một trình giả lập terminal được Apple đưa vào hệ điều hành macOS. Terminal bắt nguồn từ NeXTSTEP và OPENSTEP, là các hệ điều hành tiền nhiệm của macOS.
Là một trình giả lập terminal, ứng dụng cung cấp quyền truy cập vào hệ điều hành dựa trên giao diện văn bản, trái ngược với giao diện đồ họa của người dùng trải nghiệm macOS, bằng cách cung cấp giao diện dòng lệnh cho hệ điều hành khi được sử dụng cùng với Unix shell, chẳng hạn như zsh (shell mặc định trong macOS Catalina). Người dùng có thể chọn các shell khác có sẵn ở macOS, chẳng hạn như KornShell, tcsh và bash.
Hộp thoại tùy chọn cho Terminal.app ở OS X 10.8 (Mountain Lion) và sau đó cung cấp các lựa chọn cho các giá trị của biến môi trường TERM. Các tùy chọn có sẵn là ansi, dtterm, nsterm, rxvt, vt52, vt100, vt102, xterm, xterm-16color và xterm-256color, khác với các lựa chọn ở OS X 10.5 (Leopard) bằng cách giảm màu xterm và thêm xterm-16color và xterm-256color. Các cài đặt này không làm thay đổi hoạt động của Terminal và các cài đặt xterm không phù hợp với hoạt động của xterm.
Terminal bao gồm một số tính năng truy cập cụ thể vào các tính năng và API của macOS. Chúng bao gồm khả năng sử dụng chức năng tìm kiếm Trợ giúp macOS tiêu chuẩn để tìm các trang thủ công và tích hợp với Spotlight. Terminal đã được Apple sử dụng làm nơi lưu trữ các API đồ họa của macOS trong quảng cáo ban đầu của macOS, cung cấp một loạt các tùy chọn phông chữ và màu tùy chỉnh, bao gồm cả hình nền trong suốt.